# Parc de Desinfecció

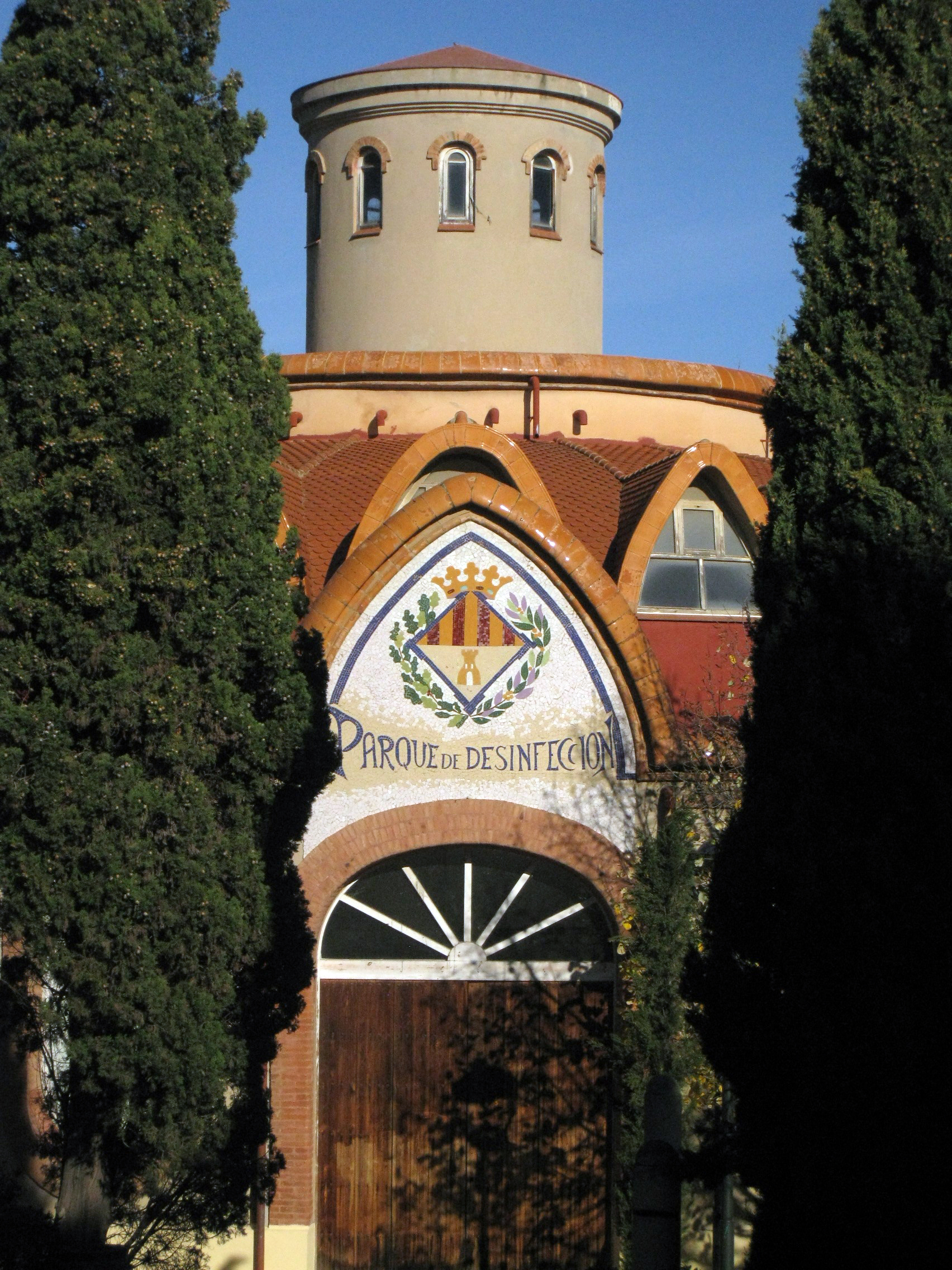
Vista frontal del Parc de Desinfecció de Terrassa

El Parc de Desinfecció és un edifici d'estil modernista, obra de l'arquitecte Josep Maria Coll i Bacardí, realitzada cap al 1915. Es troba al municipi de Terrassa –a la plaça de l'Arquitecte Coll i Bacardí, vora la carretera d'Olesa–, al barri del Roc Blanc, on consta protegit com a bé cultural d'interès local.

## Descripció
És un edifici aïllat, singular pels volums, les arcuacions parabòliques i els espais interiors lluminosos. L'eclecticisme de les solucions arquitectòniques dins una estètica modernista s'adapta bé a la funcionalitat desitjada, que és la sortida fàcil dels vapors produïts en el procés de desinfecció.
El murs i la façana són de maó i formigó, amb parament exterior i interior de rajola, vidrada a la cornisa, la porta principal i la façana. Presenta columnes de ferro, bigues forjades, fusta de pi de Flandes, morter de calç grassa de Sallent i maons de forn de llenya. El ciment és de Sant Joan de les Abadesses i de Vallirana. La planta té forma gairebé semicircular. El terreny annex, que ara forma la placeta de l'Arquitecte Coll i Bacardí, és separat de la carretera d'Olesa per un mur d'estilització curvilínia. Els sostres són en volta de tres fulls de rajola. Hi ha l'escut de la ciutat sobre la porta principal.
La planta és en forma de sector circular en ventall obert, amb una torre mirador cilíndrica al vèrtex, dominant el conjunt. Consta d'una sola planta, amb els murs foradats per una successió d'obertures en arc rodó simètric respecte a un eix horitzontal, damunt de la qual s'aixeca un altre cos, amb una sèrie de lluernes en forma de voltes apuntades que sobresurten de la coberta.

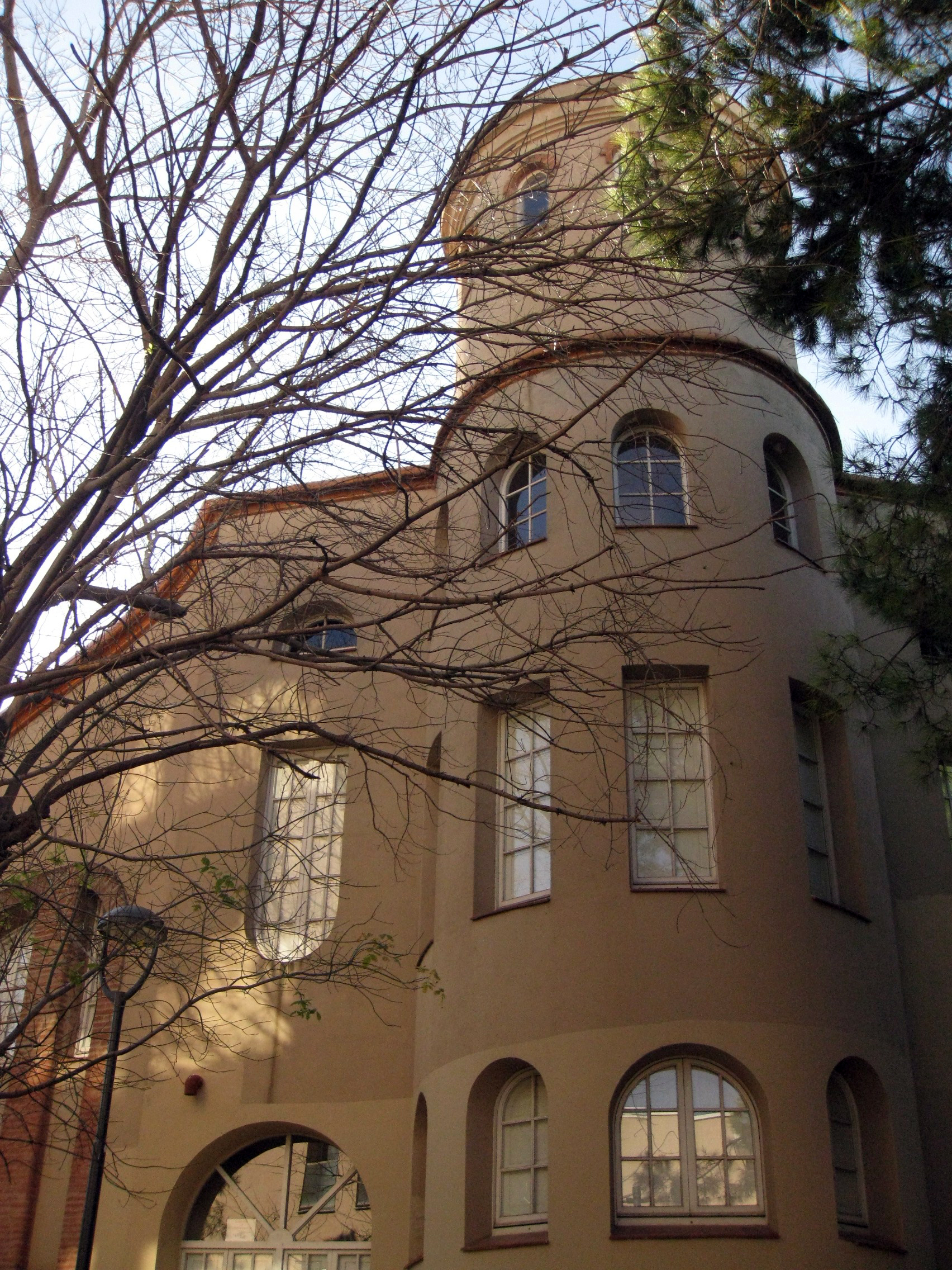
Vista posterior, amb la torre

La façana posterior és simètrica respecte a l'eix central que ve marcat per la torre. La façana principal s'emfatitza amb un gran portal d'arc carpanell i gablet en arc apuntat, recobert de ceràmica i amb la representació de l'antic escut de la ciutat, realitzat en mosaic policrom. La construcció és de maó arrebossat, excepte a les obertures i la imposta, on apareix nu. L'element artístic radica en la utilització de peces ceràmiques vidriades de color caramel que recobreixen les cornises i els arcs. La teulada és d'escates ceràmiques.

## Història
El 1912, l'Ajuntament comprà el terreny i es realitzà el plec i projecte de l'arquitecte municipal Josep Maria Coll i Bacardí. El 1915 s'hi va donar l'aprovació i es van adjudicar les obres a Joaquim Borrell Carreras, sense subhasta, per concessió especial prevista legalment. El 24 de novembre de 1916 mor l'adjudicatari.
El febrer del 1917 es realitza un nou projecte d'acabament de l'obra i construcció del pavelló de màquines, per part de l'arquitecte municipal Melcior Viñals i Muñoz (sense variar el projecte inicial), adjudicat a Joaquim Codina i Baltà, que morí el 1918. El desembre del 1918 es realitzà la recepció definitiva i la liquidació de les obres.
El 1928 es realitzà un informe sobre les males condicions del gran dipòsit d'aigua i la necessitat de reformar la coberta.
Als anys noranta el conjunt fou restaurat per a la seva reutilització com a laboratori municipal.